# Gustav Harteneck
Gustav Harteneck, nemški general, * 27. julij 1892, † 7. februar 1984.